# Watzmann
Watzmann er det tredje højeste  bjerg i Tyskland (Zugspitze er det højeste med 2.962 m og Hochwanner det næsthøjeste med 2.746 m). De tre tinder er Hocheck (2.651 m), Mittelspitze (2.713 m) og Südspitze (2.712 m). Watzmannmassivet omfatter også Watzmannfrau (også kaldt Kleiner Watzmann) på 2.307 m og Watzmannkinder, fem mindre tinder mellem hovedtoppen og Watzmannfrau.
Bjergklatring er en populær aktivitet i området.